# Пътят на музикантите
„Пътят на музикантите“ е български игрален филм (драма) от 1985 година на режисьора Игор Кюлюмов, по сценарий на Димитър Шумналиев и Матей Стоянов. Оператор е Виктор Чичов. Музиката във филма е композирана от Александър Бръзицов, Стефан Димитров.

## Актьорски състав
- Ицхак Финци – Старецът
- Георги Новаков – Синеокият милиционер
- Аня Пенчева – певицата Васила
- Николай Сотиров – Цигуларят
- Владимир Николов – Тромпетистът
- Павел Поппандов – Пианистът
- Рашко Младенов – Кларнетистът
- Веселин Борисов – Барманът
- Боряна Пунчева – Госпожа Златарева, дъщерята
- Антон Радичев – Адвокатът
- Кирил Кавадарков – Карагьозов
- Петър Вучков – Съдържателят
- Станчо Станчев – Едрият
- Стефан Мавродиев – Дребният
- Слава Рачева
- Вельо Горанов
- Юли Тошев
- Румен Иванов
- Чавдар Гергов
- Цветана Дянкова
- Атанас Джамджиев
- Владимир Давчев
- Димитър Луканов
- Йордан Нейчев